# Partito Laburista Progressista
Il Partito Laburista Progressista è un partito politico di Bermuda.
Il PLP è un partito laburista fondato nel 1963. Nel 1968 il partito subì la scissione di ben 24 deputati centristi, che diedero vita al Partito Bermuda Unite (UBP). Alle elezioni del 1968, il PLP venne battuto dall'UBP. Walter Robinson, leader del partito, venne sostituito da Lois Browne-Evans e ciò provocò la scissione del Partito Democratico delle Bermuda.
Dal 1983 il partito cominciò ad incrementare i propri consensi, fino ad arrivare a vincere le elezioni del 1998, sotto la guida di Jennifer Meredith Smith. Nel 2003 leader del partito divenne  Ewart Brown. Il PLP vinse nuovamente le consultazioni del 2003 (51,6%) e del 2007 (51,2%).